# Empusa pennata
Empusa pennata — богомол родини емпузові, поширений у країнах Середземномор'я.

## Опис
Великі та стрункі богомоли, довжина тіла самця 5-6 см, самиці — 6-6,7 см. На голові між очима та основами антен мають характернний конічний тім'яний відросток: довгий, тендітний, у самиці з обох боків посередині з одним шипом, у самця тупий на кінці. Антени самця гребінчасті, довші за половину передньоспинки. Передньоспинка довга та тендітна, її краї практично гладенькі, іноді злегка зазубрені.
Передні тазики з декількома шипами біля основи, передні стегна з 5 зовнішніми та дискоїдальними шипами, з зубчастим краєм між ними. Тазики середніх ніг з вузькою лопаттю, на задніх тазиках лопатей нема. Богомоли обох статей крилаті, добре літають. Надкрила виступають за кінець черевця, особливо в самців. Внутрішній край надкрил зазубрений, передній край білуватий або рожевий. Задні крила прозорі, з довгими жилками, часто бурими на кінцях. Черевні та бічні лопаті сегментів черевця дуже гострі. Церки короткі.

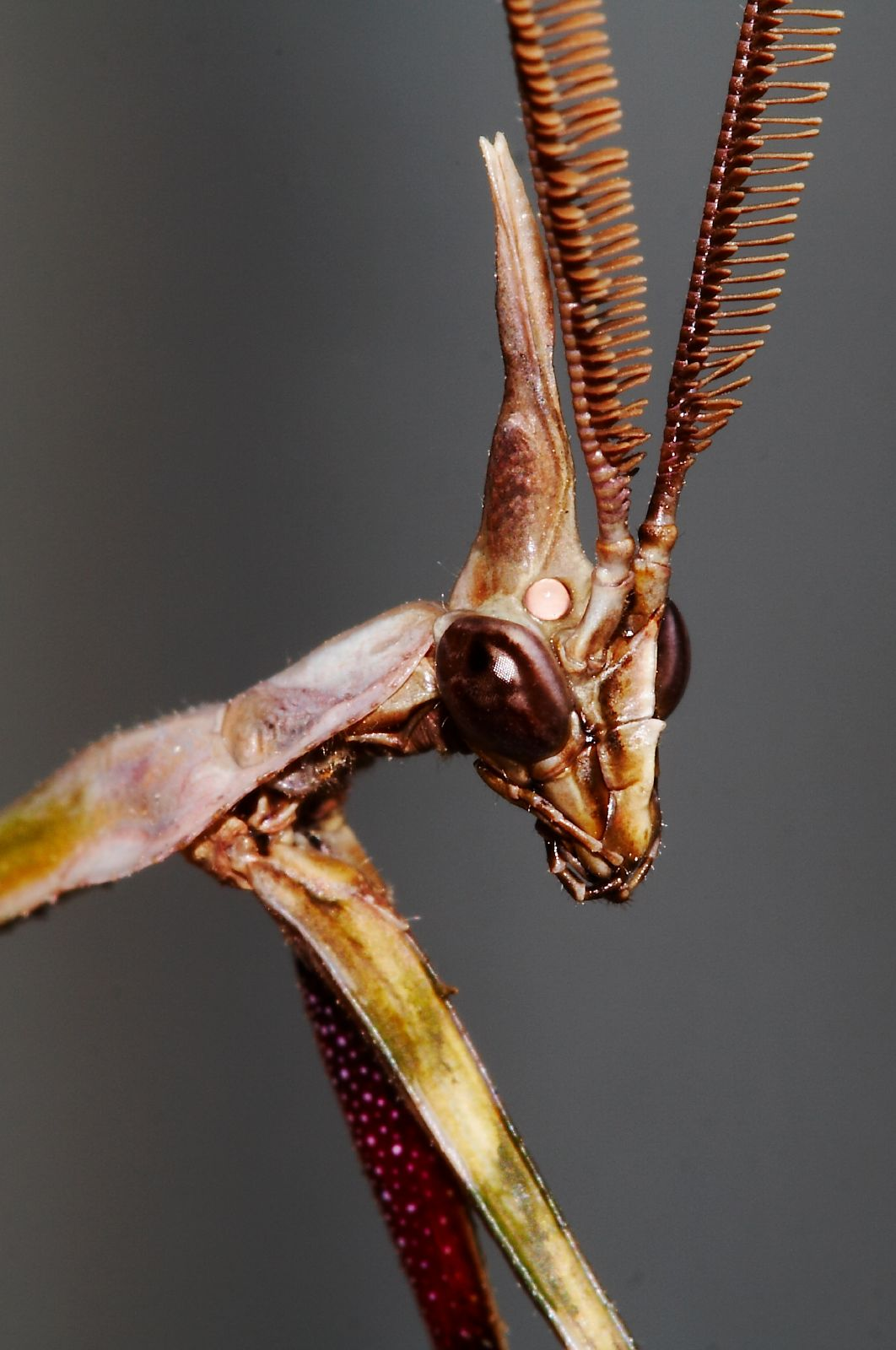
Доросла людина - голова чоловічої статі
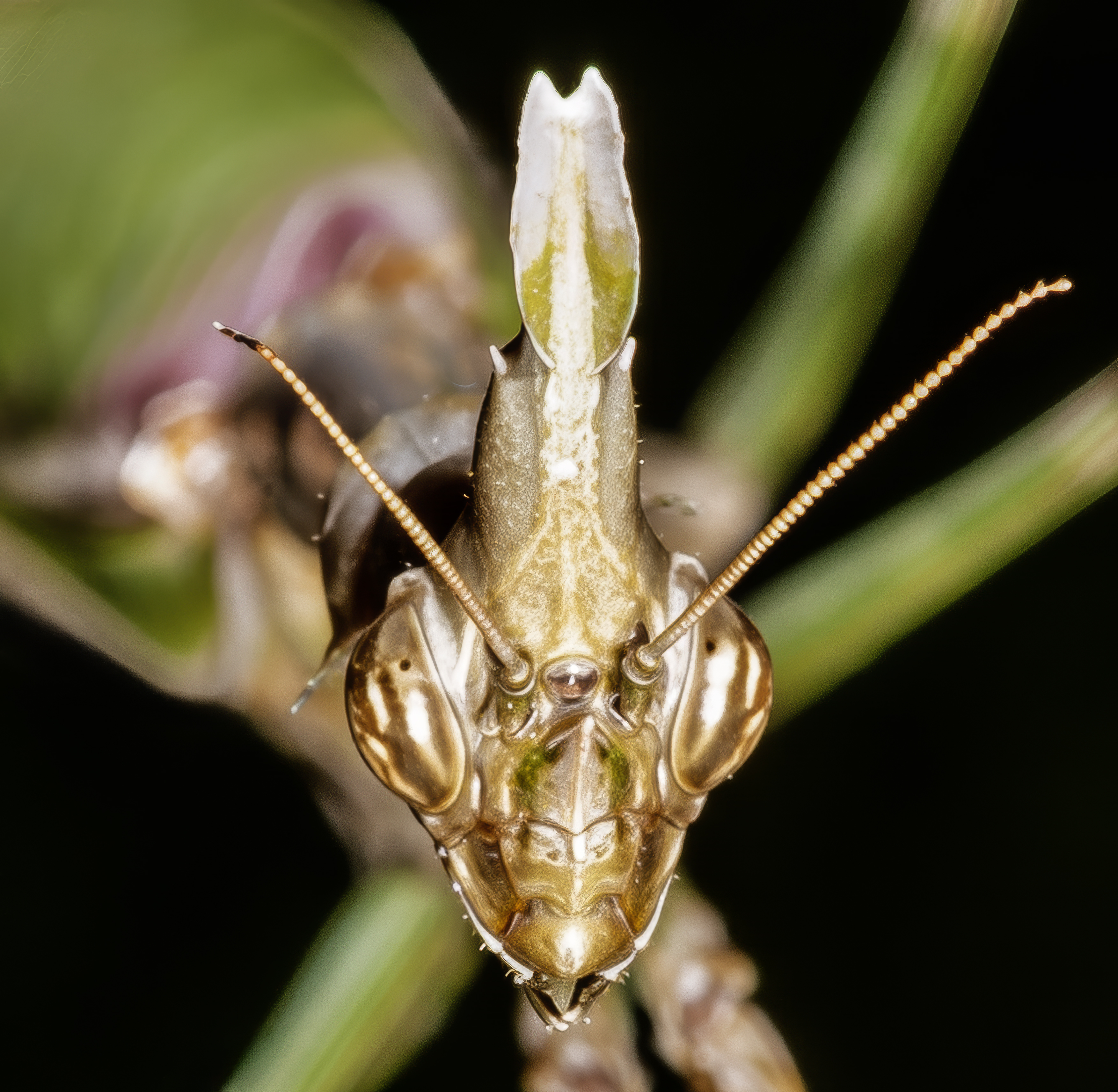
Доросла особа - жіноча голова

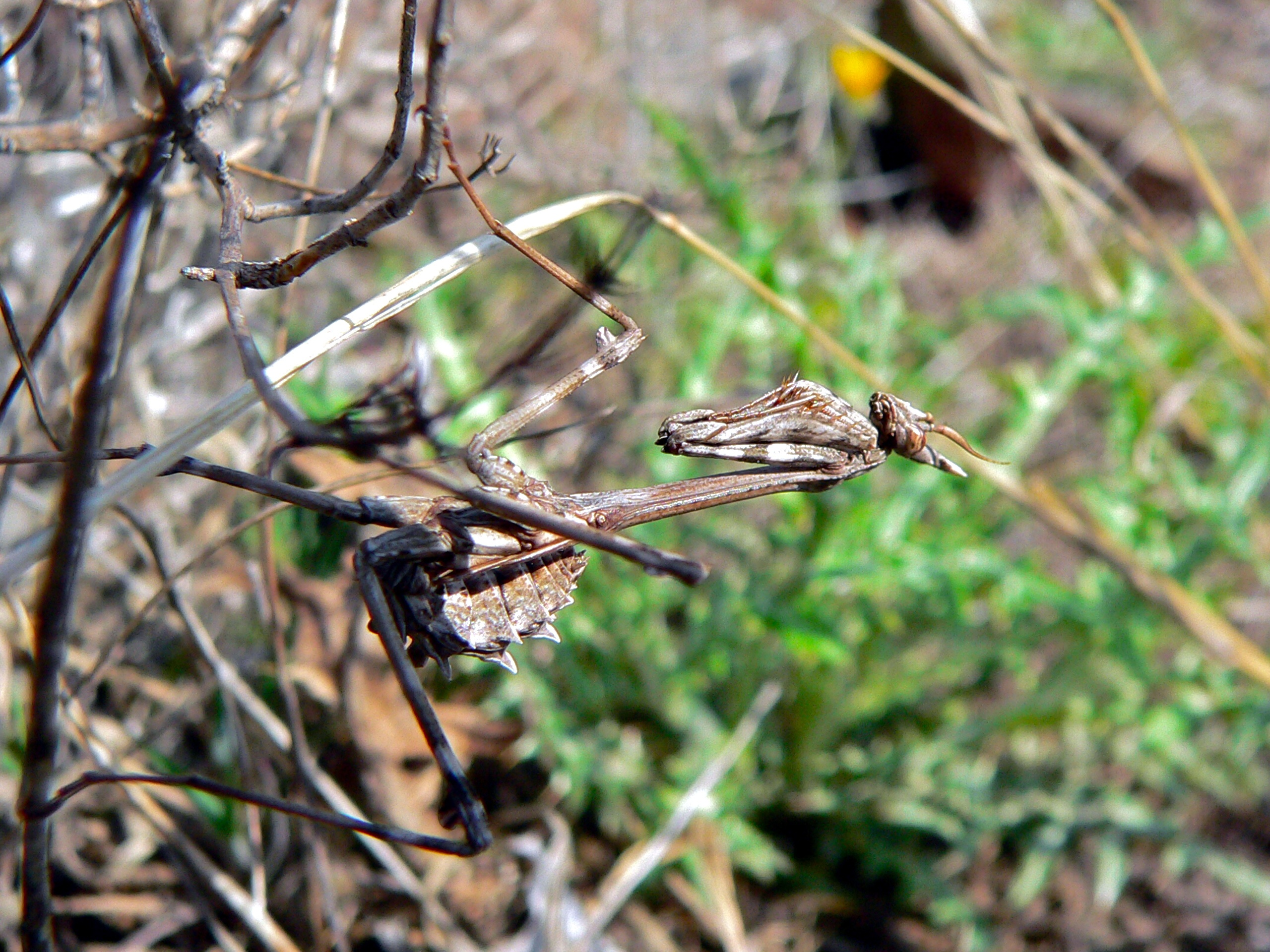
Личинка Empusa pennata (Франція). Добре видно невеликі лопаті на середніх тазиках та їх відсутність на задніх. Лопаті черевця загострені, на відміну від закруглених лопатей емпузи смугастої

## Ареал
Вперше описаний у Сардинії. Поширений у Іспанії, Італії, Лівії, Тунісі, Алжирі, Марокко, на Канарських островах. Можливо наявний у Йорданії. Зустрічається також на півдні Франції та на острові Корсика. Поширений по всій території Португалії.

## Значення для людини
Вид зображено на марках Сент-Вінсент і Гренадин (2005) і Чаду (2014).